# Everything Ecstatic
| Recensione   | Giudizio |
| ------------ | -------- |
| AllMusic     |          |
| Pitchfork    | 7.4/10   |
| Ondarock     | 8/10     |
| The Guardian |          |

Everything Ecstatic è il quarto album da studio del musicista britannico Four Tet, pubblicato nel 2005 con l'etichetta discografica Domino Records.
Sono stati estratti tre singoli dall'album: Smile Around the Face, Sun Drums and Soil e A Joy. Dal primo di questi è stato tratto anche un video trasmesso nelle maggiori reti musicali. Il 7 novembre del 2005 è invece stata pubblicata una versione DVD con 4 video rispettivamente per Turtle Turtle Up, Sun Drums and Soil, Watching Wavelength e This Is Six Minutes.

## Tracce
1. A Joy – 3:07
2. Smile Around the Face – 4:30
3. Fuji Check – 0:23
4. Sun Drums and Soil – 6:14
5. Clouding – 1:43
6. And Then Patterns – 4:42
7. High Five – 5:06
8. Turtle Turtle Up – 2:09
9. Sleep, Eat Food, Have Visions – 7:43
10. You Were There With Me – 5:52